# Riccia ciliata
Riccia ciliata là một loài rêu trong họ Ricciaceae. Loài này được Hoffm. mô tả khoa học đầu tiên năm 1795.

## Hình ảnh

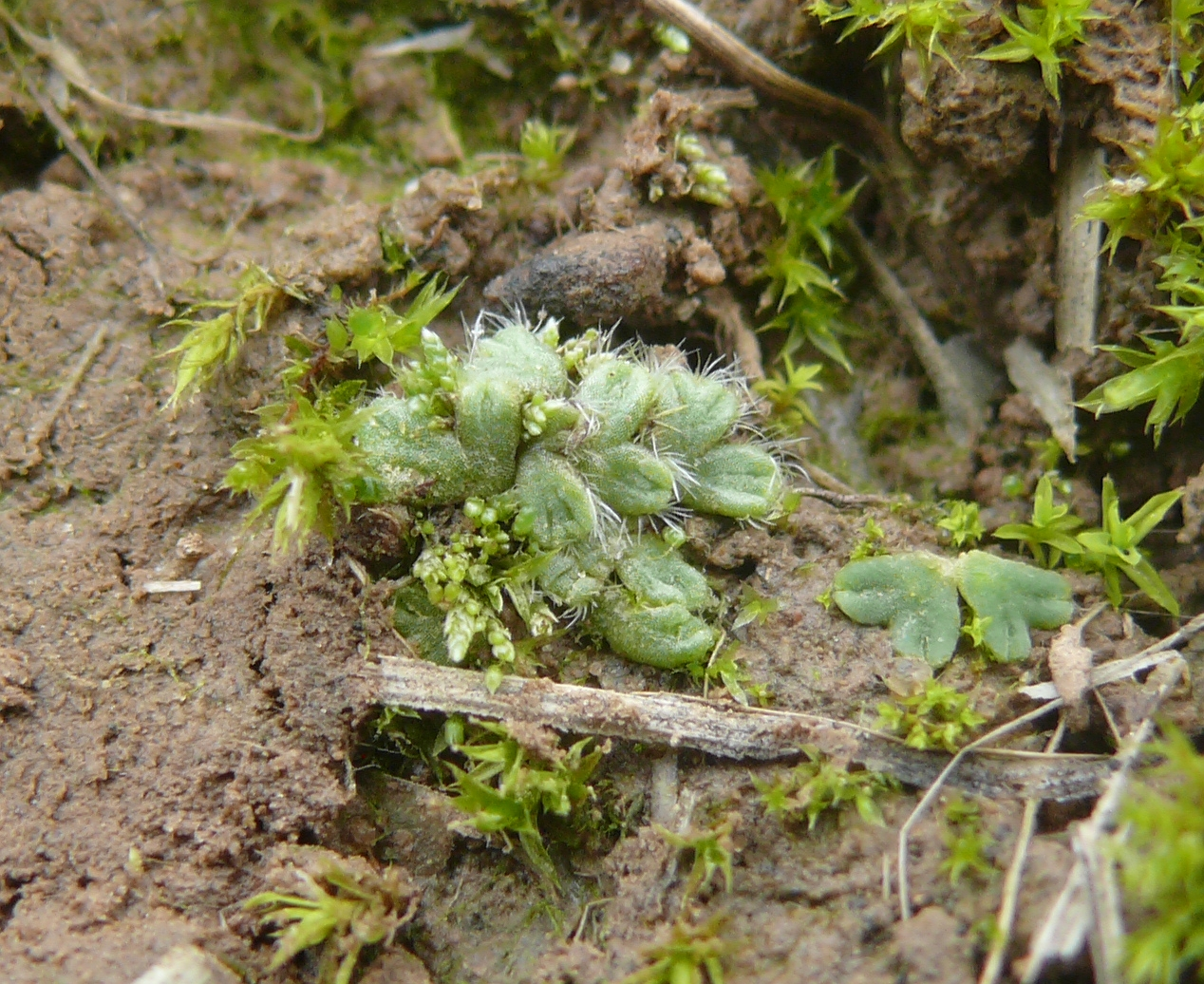